# Parandalia indica
Parandalia indica är en ringmaskart som först beskrevs av Thomas 1963.  Parandalia indica ingår i släktet Parandalia och familjen Pilargidae. Inga underarter finns listade i Catalogue of Life.